# Saint-Oulph
Saint-Oulph är en kommun i departementet Aube i regionen Grand Est (tidigare regionen Champagne-Ardenne) i nordöstra Frankrike. Kommunen ligger  i kantonen Méry-sur-Seine som ligger i arrondissementet Nogent-sur-Seine. År 2022 hade Saint-Oulph 326 invånare.

## Befolkningsutveckling
Antalet invånare i kommunen Saint-Oulph
Referens: INSEE